# Bolivie aux Jeux olympiques d'été de 2020
La Bolivie participe aux Jeux olympiques de 2020 à Tokyo au Japon. Il s'agit de sa 15e participation à des Jeux d'été.
Le Comité international olympique autorise à partir de ces Jeux à ce que les délégations présentent deux porte-drapeaux, une femme et un homme, pour la cérémonie d'ouverture. Les nageurs Gabriel Castillo et Karen Torrez sont les porte-drapeaux de la délégation bolivienne.

## Athlètes engagés
| Sport      | Hommes | Femmes | Total |
| ---------- | ------ | ------ | ----- |
| Athlétisme | 1      | 1      | 2     |
| Natation   | 1      | 1      | 2     |
| Tennis     | 1      | 0      | 1     |
| Total      | 3      | 2      | 5     |

## Résultats

### Athlétisme
La Bolivie bénéficie de deux places attribuées au nom de l'universalité des Jeux. Artur Bruno Rojas da Silva dispute le 100 mètres masculin et Ángela Castro, porte-drapeau de la Bolivie aux jeux de Rio en 2016, dispute le 20 kilomètres marche féminin.
| Athlète                    | Épreuve              | Tour préliminaire | Tour préliminaire | 1er tour    | 1er tour    | Demi-finale | Demi-finale | Finale          | Finale  |
| Athlète                    | Épreuve              | Temps             | Rang              | Temps       | Rang        | Temps       | Rang        | Temps           | Rang    |
| -------------------------- | -------------------- | ----------------- | ----------------- | ----------- | ----------- | ----------- | ----------- | --------------- | ------- |
| Artur Bruno Rojas da Silva | 100 m masculin       | 10 s 64           | 5e                | Éliminé     | Éliminé     | Éliminé     | Éliminé     | Éliminé         | Éliminé |
| Ángela Castro              | 20 km marche féminin | Non disputé       | Non disputé       | Non disputé | Non disputé | Non disputé | Non disputé | 1 h 42 min 25 s | 48e     |

### Natation
La Bolivie bénéficie de deux places attribuées au nom de l'universalité des Jeux. 
| Athlète          | Épreuve                 | Séries  | Séries | Demi-finales | Demi-finales | Finale   | Finale   |
| Athlète          | Épreuve                 | Temps   | Rang   | Temps        | Rang         | Temps    | Rang     |
| ---------------- | ----------------------- | ------- | ------ | ------------ | ------------ | -------- | -------- |
| Karen Torrez     | 50 m nage libre féminin | 25 s 77 | 35e    | Éliminée     | Éliminée     | Éliminée | Éliminée |
| Gabriel Castillo | 100 m dos masculin      | 58 s 24 | 39e    | Éliminé      | Éliminé      | Éliminé  | Éliminé  |

### Tennis
| Athlète      | Épreuve          | 1/32e de finale           | 1/16e de finale     | 1/8e de finale      | Quarts de finale    | Demi-finales        | Finale / MB         | Finale / MB |
| Athlète      | Épreuve          | Adversaire Résultat       | Adversaire Résultat | Adversaire Résultat | Adversaire Résultat | Adversaire Résultat | Adversaire Résultat | Rang        |
| ------------ | ---------------- | ------------------------- | ------------------- | ------------------- | ------------------- | ------------------- | ------------------- | ----------- |
| Hugo Dellien | Simple messieurs | Djokovic Défaite 2-6, 2-6 | Éliminé             | Éliminé             | Éliminé             | Éliminé             | Éliminé             | Éliminé     |